# Apalus creticus
Apalus creticus es una especie de coleóptero de la familia Meloidae.

## Distribución geográfica
Habita en Creta (Grecia).